# Qurium
Qurium Media Foundation – шведська неурядова організація, що займається захистом цифрових прав, та надає послуги цифрової безпеки незалежним ЗМІ у репресивних країнах. 
Надає послуги у сферах:
1.   Безпечного хостингу
Virtualroad.org — стійка до атак хостинг-служба Qurium із захистом від DDoS. Сервіс присвячений незалежним медіа, медіа-розслідувачам і правозахисним організаціям.
2.   Обходу заблокованих веб-сайтів
Bifrost — це рішення Qurium для обходу заблокованих в Інтернеті веб-сайтів на основі WordPress. Bifrost створює живі дзеркала динамічних веб-сайтів і розміщує їх у хмарних службах зберігання.
3.   Цифрової криміналістики
Розслідування цифрової криміналістики Qurium зосереджені на інтернет-цензурі, кампаніях з дезінформації, DDoS-атаках, цілеспрямованих фішингових кампаніях проти медіа та правозахисних організацій.

Три стовпи організації:
1. запобігання;
2. пом’якшення;
3. приписування;
– складають основу організації та послуг, які вона надає. Завдяки PMA надається унікальний набір проактивних і реактивних послуг цифрової безпеки спільноті журналістів, активістів і правозахисників, які часто стикаються з цифровими загрозами для своїх основних каналів зв’язку.

Qurium є членом наступних організацій:
1. Міжнародний інститут преси (IPI) — це глобальна мережа редакторів, журналістів і керівників ЗМІ, які поділяють спільну відданість якісній незалежній журналістиці. Місія IPI полягає в тому, щоб захищати ЗМІ та потік новин. Qurium є членом IPI з травня 2019 року.
2. CiviCERT — це ініціатива компанії RARENET (Rapid Response Network), утвореної партнерством між постачальниками Інтернет-контенту та послуг, неурядовими організаціями та окремими особами, які вкладають частину свого часу та ресурсів з метою підвищення обізнаності суспільства про кібербезпеку. Qurium є одним із засновників CiviCERT, який був заснований у 2016 році.